# Elvin Jones
Elvin Ray Jones (Pontiac, 9 settembre 1927 – Englewood, 18 maggio 2004) è stato un batterista statunitense.
Elvin Jones è stato uno dei batteristi jazz più influenti dell'era post bop. Jones deve la gran parte della sua fama all'essere stato batterista del quartetto di John Coltrane (1960-1966) al cui suono e alla cui concezione musicale contribuì in modo essenziale. Caratteristiche del suo stile sono l'impiego estesissimo delle terzine (in questo anticipato da Roy Haynes) e dei poliritmi, eseguiti grazie a una totale indipendenza degli arti, e la distribuzione del beat su tutti gli elementi della batteria, su cui produceva un suono enorme e timbricamente complesso, che nulla toglieva alla propulsione e allo swing. Elvin Jones ha cambiato irreversibilmente il modo in cui i batteristi jazz scandiscono il tempo. Il famoso quartetto di Coltrane comprendeva anche Jimmy Garrison al contrabbasso e McCoy Tyner al piano. Questo gruppo è considerato fondamentale nel ridefinire i canoni del jazz, tanto quanto lo era stato Charlie Parker con l'invenzione del bebop.

## Biografia

### Inizio carriera
Nato in una famiglia musicale  (i fratelli Thad Jones e Hank Jones furono anch'essi importanti musicisti jazz) Elvin mostrò interesse per lo strumento fin da piccolo quando assisteva da casa sua, in Michigan, alle parate militari. Era particolarmente affascinato dai batteristi. Apprese i rudimenti dello strumento nella scuola musicale della sua città. Successivamente, nel 1946, Jones si arruolò nell'esercito. Tornò senza soldi e dovette chiedere in prestito 35 dollari alla sorella per comprarsi la sua prima batteria. Nel 1949, a soli 22 anni, cominciò la sua carriera professionistica a Detroit. In seguito suonò con musicisti come Charlie Parker, Miles Davis e Wardell Gray. Nel 1955, dopo una fallimentare audizione per Benny Goodman, trovò lavoro a New York con Charles Mingus.

### 1960-1966: con John Coltrane
Nel 1960 Jones entrò nel quartetto di John Coltrane assieme al bassista Jimmy Garrison e al pianista McCoy Tyner. La critica ritiene che la collaborazione di Jones e Coltrane (che spesso duettavano nel corso delle esibizioni) in questo periodo abbia in parte ridefinito la pulsazione ritmica del jazz. Jones rimase con il gruppo fino al 1966, quando smise di condividere le nuove tendenze nella musica di Coltrane che gli aveva affiancato un secondo batterista, Rashied Ali.
Jones fu un leader di diversi gruppi negli anni 1960 e 1970, e fra gli altri si può ricordare un trio assieme al sassofonista Joe Farrell e al bassista Jimmy Garrison, con cui registrò l'album Blue Note Puttin' It Together. Altri musicisti con cui collaborò in questo periodo furono Steve Grossman, Dave Liebman, il baritonista Pepper Adams, George Coleman, Frank Foster, il trombettista Lee Morgan, il bassista Gene Perla, il tastierista Jan Hammer e il gruppo di jazz-world music Oregon.

### Influenza su altri batteristi e ultimi anni
Elvin Jones fu definito da Life Magazine "il più grande batterista ritmico del mondo" e il suo stile influenzò molti batteristi rock di matrice jazz, tra cui Mitch Mitchell (che Jimi Hendrix chiamava "il mio Elvin Jones"), Ginger Baker, Bill Bruford, John Densmore dei Doors, Christian Vander dei Magma e Janet Weiss delle Sleater-Kinney. Per molti anni, Jones diresse il suo gruppo, la Elvin Jones Jazz Machine; inoltre insegnava regolarmente, prendendo parte a seminari e suonando per scuole e prigioni. Nel 1971 apparve nella parte del cattivo nel film western Zachariah.
Elvin Jones morì d'infarto a Englewood, nel New Jersey, il 18 maggio 2004.

## Discografia
Come leader
- 1958 - Keepin' Up with the Joneses (Metrojazz Records, E 1003) a nome The Jones Brothers
- 1960 - Gretsch Drum Night at Birdland (Roulette Records, R 52049) a nome Art Blakey, Charlie Persip, Elvin Jones e Philly Joe Jones
- 1960 - Gretsch Drum Night at Birdland, Vol.2 (Roulette Records, R 52067) a nome Art Blakey, Charlie Persip, Elvin Jones e Philly Joe Jones
- 1961 - Together! (Atlantic Records, LP 1428) con Philly Joe Jones
- 1961 - Elvin! (Riverside Records, RLP 409)
- 1963 - Illumination! (Impulse! Records, A 49) con Jimmy Garrison, pubblicato nel 1964
- 1965 - And Then Again (Atlantic Records, LP 1443)
- 1965 - Dear John C. (Impulse! Records, A 88)
- 1966 - Midnight Walk (Atlantic Records, LP 1485)
- 1968 - Live at the Village Vanguard (Enja Records, 2036)
- 1968 - Sky Scrapers, Vol.1 (Honeydew Records, HD 6602)
- 1968 - Sky Scrapers, Vol.2 (Honeydew Records, HD 6603)
- 1968 - Sky Scrapers, Vol.3 (Honeydew Records, HD 6604)
- 1968 - Sky Scrapers, Vol.4 (Honeydew Records, HD 6605)
- 1968 - Puttin' It Together (Blue Note Records, BLP 4282)
- 1968 - The Ultimate (Blue Note Records, BST 84305)
- 1968 - Philly Joe Jones Quintet/Elvin Jones Trio (Top Jazz Sarpe Records, SJ 1017)
- 1968 - Heavy Sounds (Impulse! AS 9160) con Richard Davis
- 1969 - The Prime Elements (Blue Note Records, BN-LA506-H2)
- 1969 - At the Point in Time (Blue Note Records, 7243 4 93385 2)
- 1969 - Poly-Currents (Blue Note Records, BST 84331)
- 1970 - Coalition (Blue Note Records, BST 84361)
- 1971 - Genesis (Blue Note Records, BST 84369)
- 1971 - Merry-Go-Round (Blue Note Records, BST 84414)
- 1971 - Elvin Jones Live (PM Records, PMR-004)
- 1972 - Mr. Jones (Blue Note Records, BN-LA110-F)
- 1972 - Live at the Lighthouse (Blue Note Records, BN-LA015-G2)
- 1972 - Live at the Lighthouse, Vol.1 (Blue Note Records, CDP 7 84447 2)
- 1972 - Live at the Lighthouse, Vol.3 (Blue Note Records, CDP 7 84448 2)
- 1972 - Hollow Out (Philips Records, FX 8562) con Masabumi Kikuchi
- 1974 - Mr. Thunder (East West Records, EWR 7501)
- 1975 - Elvin Jones Is on the Mountain (PM Records, PMR-005)
- 1975 - New Agenda (Vanguard Records, VSD 79362)
- 1976 - Together (Vanguard Records, VSD 79377) con gli Oregon
- 1976 - Summit Meeting (Vanguard Records, VSD 79390) con James Moody, Clark Terry, Bunky Green e Roland Prince
- 1976 - The Main Force (Vanguard Records, VSD 79372)
- 1977 - Time Capsule (Vanguard Records, VSD 79389)
- 1978 - Remembrance (MPS Records, 15523) a nome The Elvin Jones Jazz Machine
- 1978 - Elvin Jones Jazz Machine, Vol.1 (Mark Levinson Records, 70PJ-1)
- 1978 - Elvin Jones Jazz Machine, Vol.2 (Mark Levinson Records, 70PJ-2)
- 1978 - Dear John C (Trio Records, PAP-9111) a nome Elvin Jones Jazz Machine Live in Japan 1978
- 1978 - Elvin Jones Jazz Machine Live in Japan, Vol.2 (Trio records, PAP-9200)
- 1978 - Giant Steps (King Records) a nome Elvin Jones and Frank Foster Meets Nobuo Hara and His Sharp and Flats
- 1979 - Very R.A.R.E. (Trio records, PAP-9173)
- 1980 - Soul Train (Denon Records, YF-7004)
- 1980 - Heart to Heart (Denon Records, YF-7017)
- 1982 - Earth Jones (Palo Alto Records, PA 8016)
- 1982 - Love and Peace (Trio Records, PAP-25023)
- 1982 - Brother John (Palo Alto Records, PA 8039-N)
- 1984 - Live at the Village Vanguard, Vol.1 (Landmark Records, LCD-1534-2)
- 1985 - Elvin Jones Jazz Machine Live at Pit Inn (Polydor Records, 28MJ-3528)
- 1990 - Power Trio (Novus Records, 3115-2-N) a nome John Hicks, Cecil McBee e Elvin Jones
- 1990 - When I Was at Aso-Mountain (Enja Records, ENJ 7081-2) con Takehisa Tanaka
- 1991 - The Elvin Jones Jazz Machine in Europe (Enja Records, ENJ 7009-2)
- 1992 - Youngblood (Enja Records, ENJ 7051)
- 1992 - Going Home (Enja Records, ENJ 7095-2) a nome The Elvin Jones Jazz Machine
- 1992 - Elvin Jones Special Quartet Live at Pit Inn, Tokyo, Japan (CBS/Sony Records, SRCS 7376)
- 1993 - Upon Reflection: The Music of Thad Jones (Verve Records, 314514 898-2) con Hank Jones e George Mraz
- 1993 - It Don't Mean a Thing... (Enja Records, 8066)
- 1995 - Into the Flying Pan (Packed Records) a nome The Greg Packham Group Featuring Elvin Jones
- 1998 - Steve Griggs-Jones for Elvin, Vol.1 (Hip City Music Records, HC 101012)
- 1998 - Steve Griggs-Jones for Elvin, Vol.2 (Hip City Music Records, HC 101022)
- 1998 - Momentum Space (Verve Records, 314 559 944-2) a nome Dewey Redman, Cecil Taylor e Elvin Jones
- 2001 - Bill Frisell with Dave Holland and Elvin Jones (Nonesuch Records, 7559-79624-2)[1]

Con Sonny Rollins
- 1957 Live At The Village Vanguard
- 1966 East Broadway Rundown

Con Miles Davis
- 1955 Blue Moods

Con Mal Waldron
- 1958 Mal/3 Sounds

Con Steve Lacy
- 1959 Reflection

Con John Coltrane
- 1959 Coltrane Jazz
- 1960 Coltrane Plays the Blues
- 1960 Coltrane's Sound
- 1961 My Favorite Things
- 1961 Impressions
- 1961 Olé Coltrane
- 1961 Africa/Brass
- 1961 „Live“at the Village Vanguard
- 1962 Ballads
- 1962 Coltrane (Impulse!)
- 1963 Coltrane Live at Birdland
- 1964 A Love Supreme
- 1964 Crescent
- 1965 The John Coltrane Quartet Plays
- 1965 Transition
- 1965 First Meditations (for quartet)
- 1965 Sun Ship
- 1965 Live in Seattle
- 1965 Meditations
- 1965 One Down, One Up: Live at the Half Note

Con McCoy Tyner
- 1962 Inception
- 1963 Today and Tomorrow
- 1964 Plays Duke Ellington
- 1967 The Real McCoy
- 1970 Extensions
- 1975 Trident

Con Wayne Shorter
- 1964 Night Dreamer
- 1964 JuJu
- 1964 Speak No Evil

Con Freddie Hubbard
- 1962 Ready For Freddie
- 1966 Blue Spirits

Con Joe Henderson
- 1964 In 'N Out
- 1964 Inner Urge

Con Grant Green
- 1964 Matador
- 1964 Street of Dreams
- 1964 Solid
- 1964 Talkin' About!
- 1965 I Want To Hold Your Hand

Con Ornette Coleman
- 1968 New York Is Now!
- 1968 Love Call